# Маурицци, Марк-Андриа
Марк-Андриа Маурицци (фр. Marc'Andria Maurizzi; род. 16 мая 2007, Бастия) — французский шахматист, гроссмейстер (2021).  Чемпион мира среди юниоров (2023). В составе сборной Франции участник командного чемпионата Европы (2019, 2023) и Шахматной олимпиады (2022, 2024). По состоянию на январь 2024 года 10-й шахматист Франции.

## Биография и карьера

### Начало карьеры
Марк-Андриа Маурицци начал играть в шахматы примерно в семь лет. Он поступил в шахматный клуб Корсики, где его тренировал международный мастер Микаэль Массони.
В 2017 году выиграл чемпионат Европы среди детей до 10 лет. После этого его тренером стал международный мастер Матье Бисьер.
В 2018 году стал кандидатом в мастера спорта, а в 2019-м — мастером ФИДЕ.

### 2019 год
В апреле 2019 года выиграл чемпионат Франции среди детей до 12 лет с результатом 9/9.
В мае 2019 года выиграл турнир мастеров в Сержи-Понтуазе. 
В июле 2019 года выполнил последнюю норму международного мастера на турнире в Меце.
В августе 2019 года Маурицци стал чемпионом Европы среди детей до 12 лет. После этого успеха на смену Матье Бисьеру пришёл другой тренер — гроссмейстер Матье Корнетт.
В октябре 2019 года в составе сборной Франции выступил на третьей доске в командном чемпионате Европы в Батуми. Команда заняла девятое место.

### 2020 год
В декабре 2020 года занял восьмое место в опен-турнире, проходившем в Сиджесе, и выполнил первую гроссмейстерскую норму.

### 2021 год
24 февраля 2021 года выполнил вторую гроссмейстерскую норму, заняв второе место на турнире в Барселоне.
Последнюю гроссмейстерскую норму Маурицци выполнил 21 мая на турнире в Шартре, набрав 6,5 очков из 9. Он сделал это в возрасте 14 лет и 5 дней и стал самым молодым гроссмейстером Франции, превзойдя рекорд Этьена Бакро (14 лет, 2 месяца).

### 2022 год
В составе сборной Франции принял участие в Шахматной олимпиаде в Ченнаи в качестве запасного игрока и набрал 3 очка из 6.

### 2023 год
В сентябре 2023 года стал чемпионом мира среди юниоров.
В ноябре 2023 года в составе сборной Франции принял участие в командном чемпионате Европы, проходившем в Будве, в качестве запасного игрока. Сыграл 5 партий, в которых набрал 3 очка. Сборная Франции заняла 7-е место.

## Личная жизнь
Помимо шахмат увлекается футболом. Числится в составе молодёжного клуба "Бастия-Борго" (U16). Болельщик "Барселоны" и "Спортинга".